# جوشوا إل. غولدبرغ
جوشوا إل. غولدبرغ (بالإنجليزية: Joshua L. Goldberg)‏ هو ضابط وحاخام أمريكي، ولد في 6 يناير 1896 في روسيا البيضاء، وتوفي في 24 ديسمبر 1994 في ويست بالم بيتش في الولايات المتحدة.